# Kristine Poghosjan

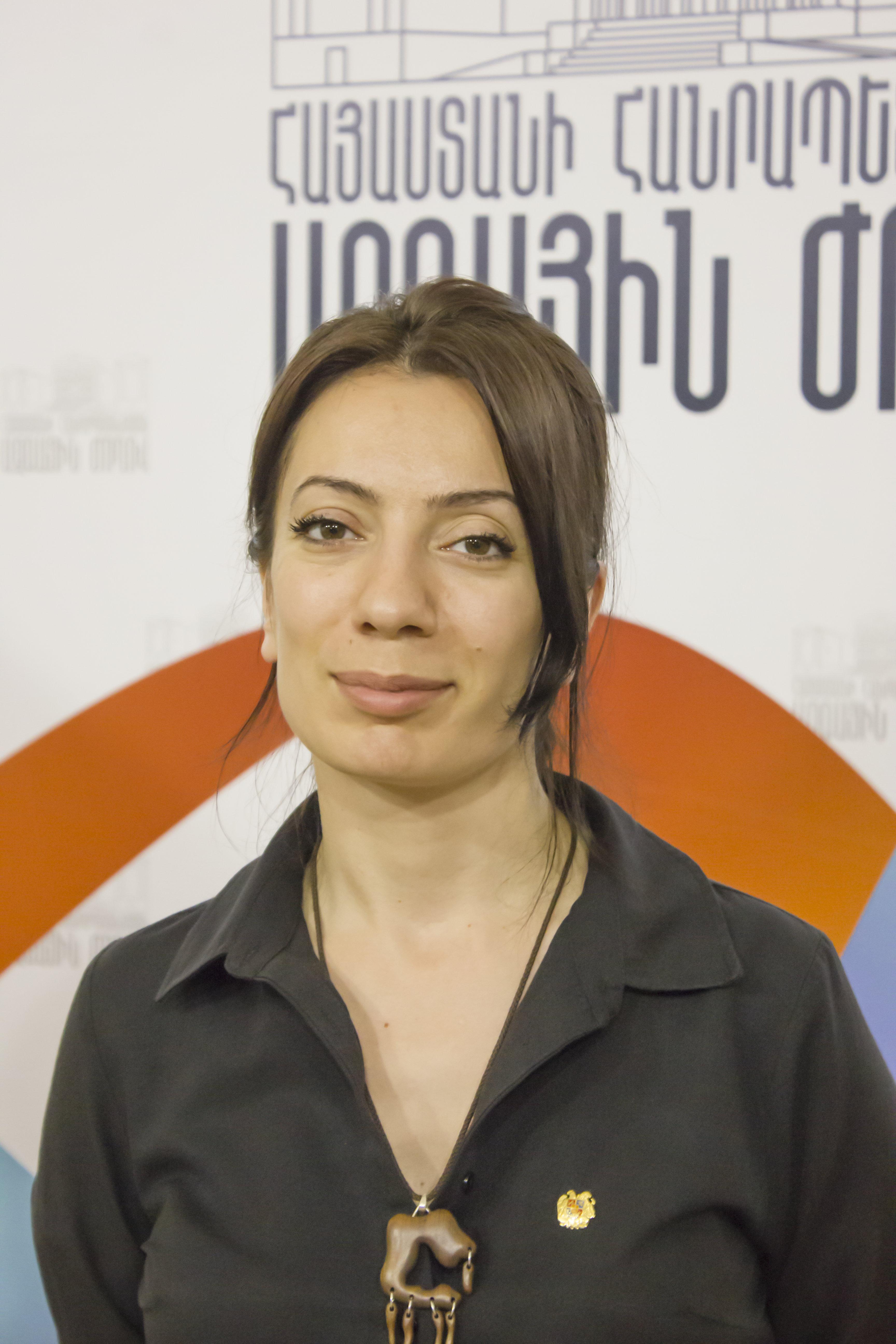
Kristine Poghosjan (2019)

Kristine Poghosjan (armenisch Քրիստինե Ատոմի Պողոսյան, englisch Kristine Poghosyan, * 27. September 1982 in Ptghni, Armenische SSR, Sowjetunion) ist eine armenische Politikerin und Abgeordnete der Partei Zivilvertrag. Sie fungiert als Sekretärin der Zählkommission der 8. Einberufung der Nationalversammlung und ist Mitglied des Ständigen Ausschusses für Verteidigung und Sicherheit.

## Werdegang
Poghosjan erhielt 2003 einen Abschluss an der Fakultät für Kybernetik der Staatlichen Ingenieuruniversität Armeniens (SEUA) mit der Qualifikation "Standardisierung und Zertifizierung". Es folgte 2007 ein Abschluss an der Abteilung für Humanitäres und Wirtschaftliches Management der SEUA mit der Qualifikation "Finanzen und Kredit".
Von 2005 bis 2007 war sie Leiterin der Personalabteilung der Jerewaner Brandy-, Wein- und Schnapsfabrik Ararat und von 2007 bis 2010 Leiterin der Personalabteilung der "Imex Group". 2013 gründete sie das Juweliergeschäft "Tre Gufo" und leitete es bis 2018.
Von Mai 2018 bis Januar 2019 war sie Assistentin des Ersten Stellvertretenden Ministerpräsidenten der Republik Armenien Ararat Mirsojan (Bündnis Jelk, siehe Kabinett Paschinjan I).
Bei der Parlamentswahl in Armenien 2018 wurde sie über die nationale Wahlliste von Nikol Paschinjans Mein-Schritt-Allianz (IKD) und als Mitglied der Partei Zivilvertrag in die Nationalversammlung gewählt. Sie wurde am 14. Januar 2019 Mitglied der Zählkommission der 7. Einberufung der Nationalversammlung, am 6. Februar 2019 Mitglied des Ständigen Ausschusses für Verteidigung und Sicherheit sowie am 31. Mai 2019 auch Mitglied im Untersuchungsausschuss zur Untersuchung der Umstände der militärischen Aktivitäten vom April 2016. 
Erneut für die Partei Zivilvertrag wurde sie bei der Parlamentswahl in Armenien 2021 ins Parlament gewählt, fungiert seitdem als Sekretärin der Zählkommission der 8. Einberufung der Nationalversammlung und ist wie schon in der vorangegangenen Legislaturperiode Mitglied des Ständigen Ausschusses für Verteidigung und Sicherheit.

## Privates
Poghosjan ist Mutter von drei Kindern.